# Gorno Botuše
Gorno Botuše (makedonska: Горно Ботуше) är en ort i Nordmakedonien. Den ligger i kommunen Makedonski Brod, i den västra delen av landet, 40 kilometer sydväst om huvudstaden Skopje. Gorno Botuše ligger 1 150 meter över havet och antalet invånare är 140.